# Friday (리베카 블랙의 노래)
"Friday"는 미국의 가수 리베카 블랙의 노래이다. 클래런스 제이와 패트리스 윌슨에 작곡 한이 노래는 2011년 2월 10일에 출시되어 2011년 3월 14일에 iTunes에서 초연되었다. 유튜브에서 많은 저평가를 받은 뮤직비디오 및 노래로 유명하다. 잡지 〈포브스〉는 이 노래의 악명은 소셜 미디어에서 보이는 힘의 징조라고 말했다. 팝 뮤직 계의 유명인사 크리스 브라운, 마일리 사이러스, 사이먼 코웰 등은 블랙을 지지했다.

## 곡 목록
- Digital download[1]

1. "Friday" – 3:30